# Ruben Östlund
Ruben Östlund (wym. [ʽrʉːbɛn øːstʽlɵnd]; ur. 13 kwietnia 1974 w Styrsö) – szwedzki reżyser, scenarzysta i montażysta filmowy. Jeden z czołowych twórców współczesnego kina europejskiego. Zdobywca dwóch Złotych Palm na MFF w Cannes.

## Życiorys
Zdobywca Złotego Niedźwiedzia dla najlepszego filmu krótkometrażowego na 60. MFF w Berlinie za film Incydent w banku (2010). 
Jego pełnometrażowa fabuła Turysta (2014) zdobyła Nagrodę Jury w sekcji "Un Certain Regard" na 67. MFF w Cannes. Doczekała się również amerykańskiego remake'u.
Wielki sukces odniósł dzięki satyrycznemu spojrzeniu na świat sztuki współczesnej w filmie The Square (2017). Obraz przyniósł mu Złotą Palmę na 70. MFF w Cannes, zdobył także sześć Europejskich Nagród Filmowych: za najlepszy film, reżyserię, scenariusz, scenografię, dla najlepszego aktora i najlepszej komedii roku. The Square był również nominowany do Oscara i Złotego Globu za najlepszy film nieanglojęzyczny.
Kolejny film, W trójkącie (2022), został nagrodzony Złotą Palmą na 75. MFF w Cannes.
Östlund zasiadał w jury sekcji "Un Certain Regard" na 69. MFF w Cannes (2016). Przewodniczył obradom jury konkursu głównego na 76. MFF w Cannes (2023).